# Pieter Huibertus Pols
Pieter Huibertus Pols (Charlois, 8 januari 1916 - Zevenaar, 28 november 1984) was een Nederlands politicus van PvdA-signatuur.
Voor de Tweede Wereldoorlog werkte Pols bij de Nederlandsche Bond voor Personeel in Overheidsdienst (een voorloper van de Abvakabo FNV).
Hij was vrijgesteld voor militaire dienstplicht vanwege broederdienst, maar na de Tweede Wereldoorlog trad hij alsnog in dienst van de Nederlandse krijgsmacht. In 1946 vertrok Pols als tweede luitenant naar het toenmalige Oost-Indië en in 1951 keerde hij als kapitein weer terug. Op verzoek van generaal Pureina ging hij nogmaals naar Indonesië, nu samen met zijn vrouw, en ditmaal bleef hij tot 1954.
Aansluitend werd hij toegevoegd aan de staf van het Eerste Legerkorps onder bevel van generaal Opsomer. Tot maart 1961 was hij werkzaam op het Ministerie van Defensie als toegevoegd hoofdofficier bij de staf Hoofd Directoraat Personeel, maar hij vertrok daar op eigen verzoek om in Ede hoofd Personeelszaken te worden in de Elias Beeckmankazerne en Simon Stevinkazerne. Op 1 februari 1967 werd hem, wederom op eigen verzoek, ontslag verleend uit militaire dienst.
Hierna kwam Pols in dienst van de PvdA als lid van de Militaire Commissie. Daarnaast was hij gewestelijk bestuurder voor die partij in Gelderland en in die functie contactpersoon voor de Midden-Betuwe.
Van 1 november 1968 tot zijn pensionering op 1 maart 1980 was Pols burgemeester van de Gelderse gemeenten Rossum en Heerewaarden.